# NGC 3026
NGC 3026 é uma galáxia irregular (Im) localizada na direcção da constelação de Leo. Possui uma declinação de +28° 33' 05" e uma ascensão recta de 9 horas, 50 minutos e 54,8 segundos.
A galáxia NGC 3026 foi descoberta em 22 de Maio de 1886 por Lewis A. Swift.